# Націонал-соціалістична організація виробничих осередків

Штандарт НСБО

Націона́л-соціалісти́чна організа́ція виробни́чих осере́дків, НСБО, (нім. Nationalsozialistische Betriebszellenorganisation (NSBO)) — робітнича організація в Нацистській Німеччині.
В 1927 р. деякі члени НСДАП — робітники великих заводів, розташованих переважно в Берліні та на його околицях, об'єдналися, щоб створити альтернативу соціал-демократичним і християнським профспілкам. Формально організація була заснована в 1928 р.
15 січня 1931 нацистська партія оголосила НСБО «імперською організацією німецьких заводських осередків». Почалася агресивна кампанія з вербування робітників під гаслом «На заводи!» (нім. Hinein in die Betriebe!, Скорочено «Hib»).
Попри це, НСБО грала незначну роль в робітничих рухах, за винятком тих регіонів, де ця організація підтримувала страйки, такі, як страйк транспортників у Берліні. До кінця 1931 р. число членів становило всього 300 тис. чоловік, тоді як конкуруючі профспілки налічували в загальній масі понад 5 млн членів Ідеологія НСБО була близька до «націонал-більшовизму», висувалися вимоги соціальної революції відразу після «національної революції». 
Після заборони всіх неонацистських профспілок законом від 2 травня 1933 НСБО залишилася єдиною офіційною організацією робітників. Проте всього за декілька днів було засновано Німецький робітничий фронт (DAF), що поглинув НСБО в 1935 р. 